# Caciquismo

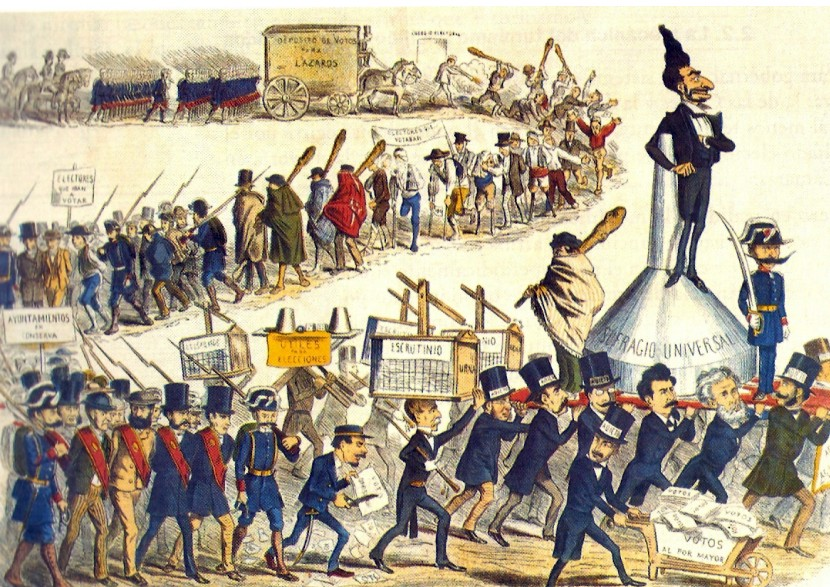
Ilustración

El caciquismo es una forma distorsionada de gobierno mediante la que un dirigente político tiene un dominio total de una sociedad del ámbito rural expresada como un clientelismo político. Este sistema tuvo su expresión más difundida en América Latina en diferentes periodos de su historia. En España y algunos países latinoamericanos se usa peyorativamente la palabra "cacique" para aludir a quienes detentan el poder de redes clientelares aunque nada tengan que ver con los pueblos originarios de América.
Los caciques pueden controlar el voto de sus clientes por lo que pueden negociar con los políticos centrales y ser la cara y base del partido. De esta forma se crean "democracias" que en el papel funcionan, pero que no son el gobierno del pueblo. Funcionaron durante el siglo XIX y gran parte del siglo XX en muchas regiones de América y España.
En 1884, el término "caciquismo" fue incorporado al Diccionario de la lengua española de la Real Academia Española con su significado actual en sus dos acepciones:
- Dominación o influencia del cacique de un pueblo o comarca.
- Intromisión abusiva de una persona o una autoridad en determinados asuntos, valiéndose de su poder o influencia.

## En el arte
En la literatura, música teatro y  películas ha sido retratado muchas veces, por ejemplo:
- Película "El profe" de Cantinflas, aunque en muchas  más películas  lo retrata.
- Serie de la Televisión Nacional de Chile "El señor de la querencia"
- Poemas de Pablo Neruda en "Canto General"
- El dominio de Macondo por Arcadio Buendía en "Cien años de soledad" de Gabriel García Márquez
- La canción "Señor Matanza" del grupo musical "Mano Negra (banda)"
- El libro "Pedro Páramo" de Juan Rulfo
- El libro "Jarrapellejos", de Felipe Trigo, y la película del mismo título dirigida por Antonio Giménez-Rico
- El libro "El Cacique", de Luis Rodríguez Figueroa, que denuncia al caciquismo y a las oligarquías de Canarias.